# 北海道道94号増毛稲田線
北海道道94号増毛稲田線（ほっかいどうどう94ごう ましけいなだせん）は、北海道増毛郡増毛町と深川市を結ぶ道道（主要地方道）である。

## 概要

### 路線データ
- 起点：北海道増毛郡増毛町大字阿分村（国道231号交点）
- 終点：北海道深川市音江町字稲田（国道12号交点）
- 総延長：52.154 km[1]
- 実延長：51.351 km[1]
- 重用延長：0.803 km[1]

### 道路管理者
- 留萌振興局 留萌建設管理部 事業課
- 空知総合振興局 札幌建設管理部 深川出張所

## 歴史
- 1976年（昭和51年）8月31日 - 893号として路線認定[2]。
- 1993年（平成5年）5月11日 - 建設省から、道道増毛稲田線が増毛稲田線として主要地方道に指定される[3]。
- 1994年（平成6年）10月1日 - 路線番号を94に変更[4]。
- 2023年（令和5年）10月6日 - 妹背牛橋の新橋が開通[5]。

この路線の前身は、1957年（昭和32年）7月25日認定の道道224号増毛妹背牛線と1960年（昭和35年）4月1日認定の道道310号稲田妹背牛線の全線である。これら2路線を廃止して、増毛稲田線にまとめられた。

## 路線状況

### 重複区間
- 北海道道47号深川雨竜線（雨竜郡妹背牛町字妹背牛）

### 道路施設

#### 主なトンネル
- 北竜トンネル（280 m、北竜町字竜西）

## 地理

### 通過する自治体
- 留萌振興局
  - 増毛郡増毛町
- 空知総合振興局
  - 雨竜郡北竜町
  - 雨竜郡妹背牛町
  - 深川市

### 交差する道路
増毛町
- 国道231号 - 大字阿分村（起点）
- 北海道道1086号増毛当別線（御料[6]）

北竜町
- 北海道道1068号留萌北竜線 - 字竜西
- 国道275号 - 字和
- 北海道道565号和停車場線 - 字和

妹背牛町
- 北海道道628号小藤沼田線 - 字小藤

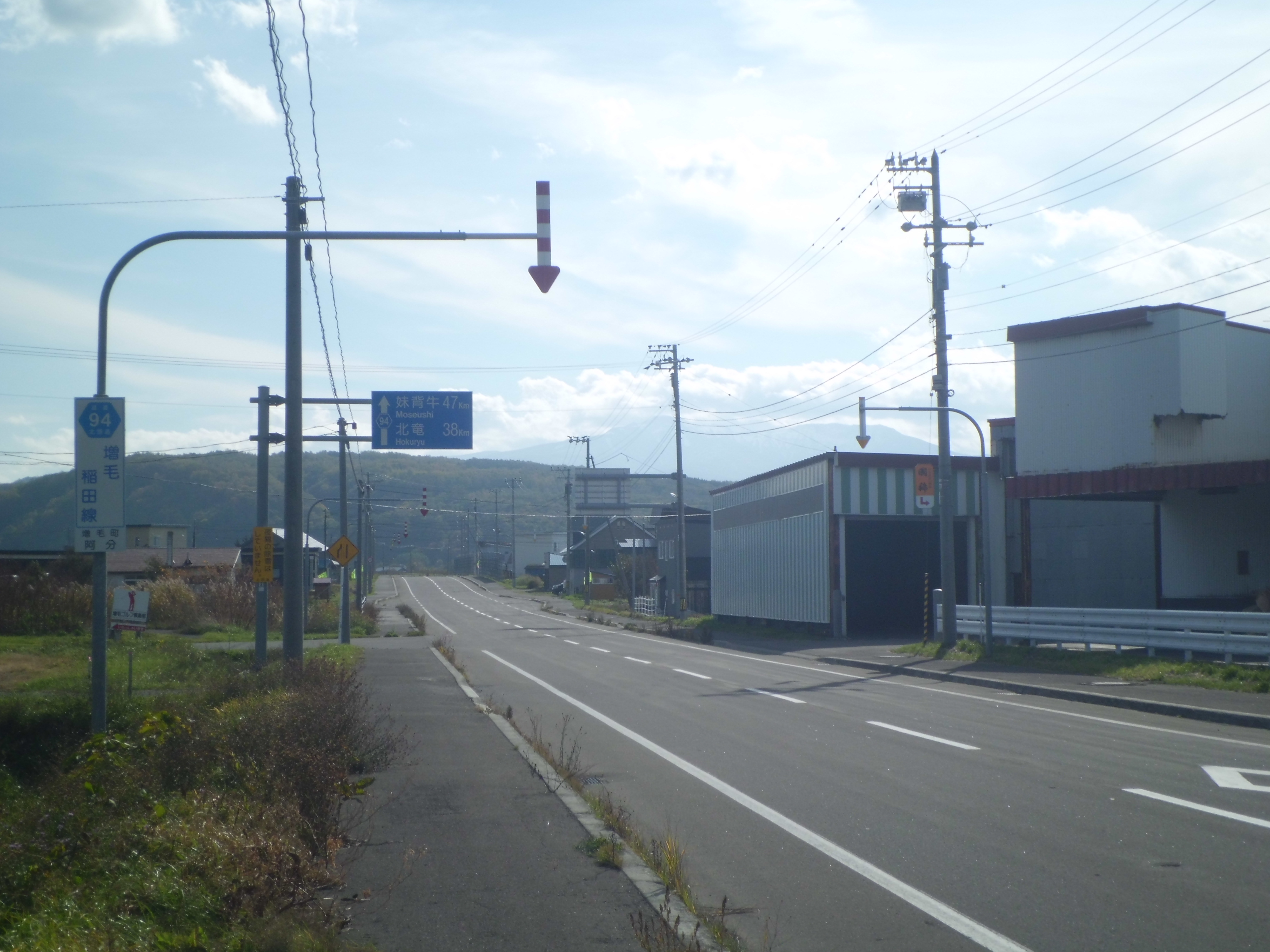
起点・阿分より北東を望む

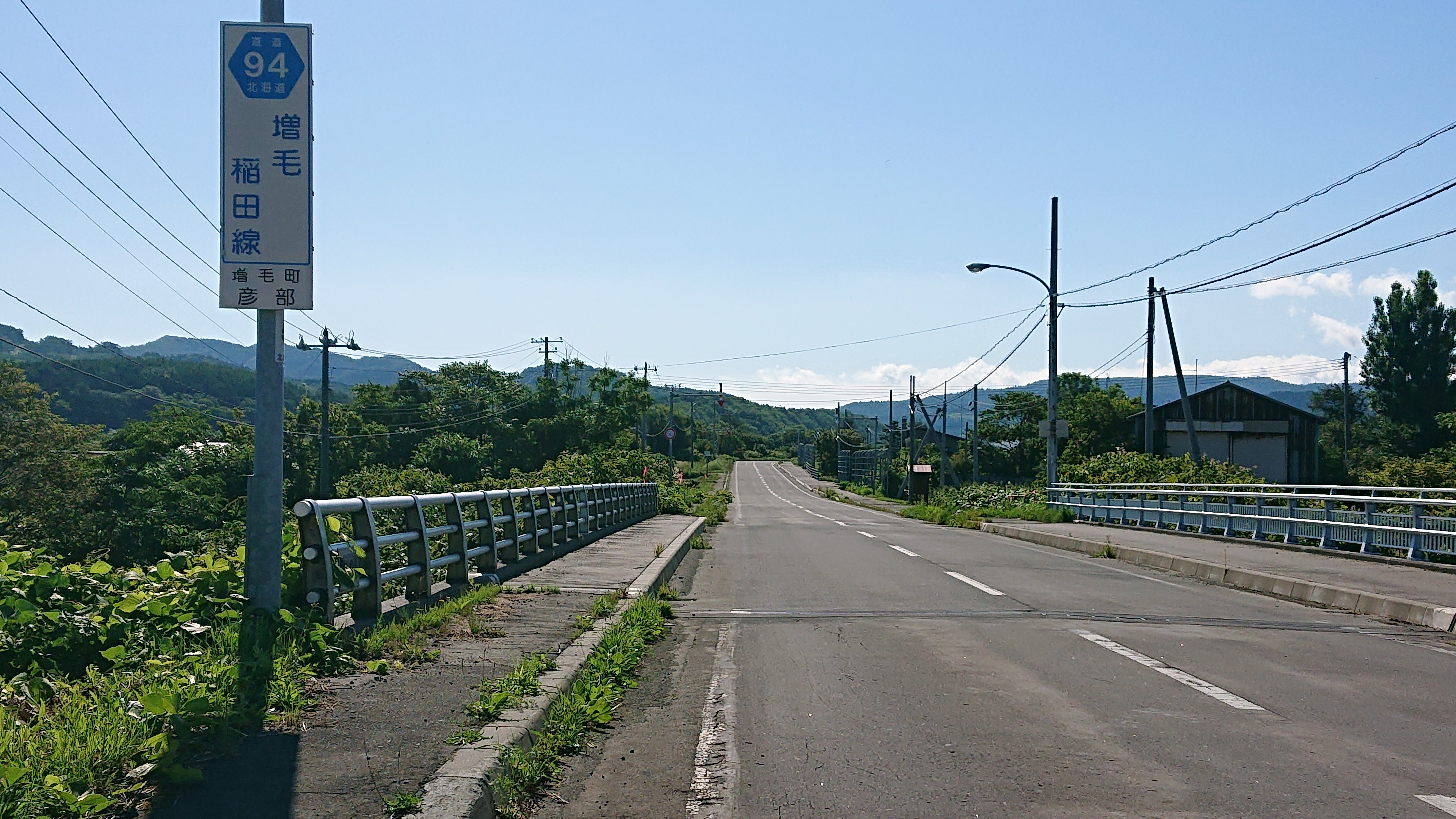
北海道道94号増毛稲田線（増毛町彦部）

- 北海道道47号深川雨竜線 - 字妹背牛（重複）
- 北海道道280号妹背牛停車場線 - 字妹背牛
- 北海道道282号沼田妹背牛線 - 字妹背牛

深川市
- 国道12号 - 音江町字稲田（終点）

### 沿線にある施設など
妹背牛町
- 北いぶき農協妹背牛支所